# Береговой (Кировская область)
Береговой — остановочная платформа в Зуевском районе Кировской области в составе Семушинского сельского поселения.

## География
Находится на железнодорожной линии Киров-Пермь на расстоянии примерно 16 километров на запад-северо-запад от районного центра города Зуевка.

## История
Упоминается с 1939 года. В 1950 году было учтено хозяйств 16 и жителей 40. В 1989 году учтено 6 жителей.

## Население
Постоянное население не было учтено как в 2002 году, так и в 2010.